# Staatsmeisterschaft von Paraná
Seit 1915 wird von den Fußballvereinen des brasilianischen Bundesstaates Paraná eine Staatsmeisterschaft ausgetragen. Die auch als Campeonato Estadual do Paraná oder Campeonato Paranaense bezeichnete Liga wird vom Verband des Staates, der Federação Paranaense de Futebol ausgerichtet.
Rekordgewinner ist mit 38 Titeln der Coritiba FC, der gemeinsam mit Athletico Paranaense, der 22 Titel erreichte, den Fußball in Paraná dominiert. Bedeutend war zu Beginn des letzten Jahrhunderts der Britânia SC aus Curitiba, der in dieser Zeit sogar sechsmal hintereinander siegreich war. Dies hat bislang nur der 1989 aus einer Fusion von Colorado EC, selbst ein Nachfolgeverein von Britânia, und EC Pinheiros hervorgegangene Paraná Clube in den 1990er Jahren wiederholen können.
Der ab 1937 in vier Jahrzehnten achtmal erfolgreiche CA Ferroviário war neben Britânia einer der Vereine, aus denen Paraná Clubes Fusionspartner Colorado hervorging.

## Ligastruktur
- Campeonato Paranaense de Futebol Profissional - Série Ouro
- Série Prata
- Série Bronze

Amateurligen:
- Amadores de Curitiba - Série A
- Amadores de Curitiba - Série B
- Regionalligen

## Modus
Erste Runde:
Die Teilnehmer treten in einfacher Runde im Ligaformat jeweils jeder gegen jeden an. Die letzten drei steigen ab, die ersten acht spielen in der Zweiten Runde.
Zweite Runde:
Die Teilnehmer treten in einfacher Runde im Ligaformat jeweils jeder gegen jeden an. Der Sieger ist Staatsmeister von 2009. Der in der Ersten Runde höherplatzierte Verein erhält jeweils Heimrecht (dies ist aufgrund eines Fehlers in der Ausschreibung des Wettbewerbes der Fall).  Der bestplatzierte Verein der noch nicht in einer der nationalen Ligen Brasiliens spielt qualifiziert sich für die nationale Série D von 2009.

## Ehrentafel der Gewinner
| Rekordmeister: Coritiba Foot Ball Club | 039 Titel: | Coritiba FC (Curitiba) |
| Rekordmeister: Coritiba Foot Ball Club | 028 Titel: | Athletico Paranaense (Curitiba)¹ |
| Rekordmeister: Coritiba Foot Ball Club | 008 Titel: | CA Ferroviário (Curitiba) |
| Rekordmeister: Coritiba Foot Ball Club | 007 Titel: | Britânia SC (Curitiba) Paraná Clube (Curitiba) |
| Rekordmeister: Coritiba Foot Ball Club | 005 Titel: | Londrina EC (Londrina) (inkl. Londrina de Futebol e Regatas) |
| Rekordmeister: Coritiba Foot Ball Club | 003 Titel: | Grêmio Maringá (Maringá) Palestra Itália FC (Curitiba) EC Pinheiros (Curitiba) (inkl. EC Água Verde (Curitiba)) |
| Rekordmeister: Coritiba Foot Ball Club | 002 Titel: | Operário Ferroviário EC (Ponta Grossa) |
| Rekordmeister: Coritiba Foot Ball Club | 001 Titel: | América FC (Curitiba) CA Monte Alegre (Telêmaco Borba) EC Comercial (PR) (Cornélio Procópio) International Foot-Ball Club (Curitiba) AC Paranavaí (Paranavaí) Cascavel EC (Cascavel)² Colorado EC (Curitiba)² Iraty SC (Irati) |
| Rekordmeister: Coritiba Foot Ball Club | - Bei den Titeln von Coritiba ist das Supercampeonato 2002 enthalten - Cascavel und Colorado teilten sich die Meisterschaft von 1980 | |

## Chronologie der Meister und Torschützenkönige seit 1915
| Jahr |                              | Sieger                            |  | Finalist |
|      |                              |                                   |  |          |
| 2025 | Operário Ferroviário EC      | Maringá FC                        |  |          |
| 2024 | Athletico Paranaense         | Maringá FC                        |  |          |
| 2023 | Athletico Paranaense         | FC Cascavel                       |  |          |
| 2022 | Coritiba FC                  | Maringá FC                        |  |          |
| 2021 | Londrina EC                  | FC Cascavel                       |  |          |
| 2020 | Athletico Paranaense         | Coritiba FC                       |  |          |
| 2019 | Athletico Paranaense         | Toledo EC                         |  |          |
| 2018 | Athletico Paranaense         | Coritiba FC                       |  |          |
| 2017 | Coritiba FC                  | Athletico Paranaense              |  |          |
| 2016 | Athletico Paranaense         | Coritiba FC                       |  |          |
| 2015 | Operário Ferroviário EC      | Coritiba FC                       |  |          |
| 2014 | Londrina EC                  | Maringá FC                        |  |          |
| 2013 | Coritiba FC                  | Athletico Paranaense              |  |          |
| 2012 | Coritiba FC                  | Athletico Paranaense              |  |          |
| 2011 | Coritiba FC                  | Athletico Paranaense              |  |          |
| 2010 | Coritiba FC                  | Athletico Paranaense              |  |          |
| 2009 | Athletico Paranaense         | J. Malucelli Futebol              |  |          |
| 2008 | Coritiba FC                  | Athletico Paranaense              |  |          |
| 2007 | AC Paranavaí                 | Paraná Clube                      |  |          |
| 2006 | Paraná Clube                 | ADAP                              |  |          |
| 2005 | Athletico Paranaense         | Coritiba FC                       |  |          |
| 2004 | Coritiba FC                  | Athletico Paranaense              |  |          |
| 2003 | Coritiba FC                  | AC Paranavaí                      |  |          |
| 2002 | Iraty SC                     | Grêmio Maringá                    |  |          |
| 2002 | Athletico Paranaense         | Paraná Clube                      |  |          |
| 2001 | Athletico Paranaense         | Paraná Clube                      |  |          |
| 2000 | Athletico Paranaense         | Coritiba FC                       |  |          |
| 1999 | Coritiba FC                  | Paraná Clube                      |  |          |
| 1998 | Athletico Paranaense         | Coritiba FC                       |  |          |
| 1997 | Paraná Clube                 | Athletico Paranaense              |  |          |
| 1996 | Paraná Clube                 | Coritiba FC                       |  |          |
| 1995 | Paraná Clube                 | Coritiba FC                       |  |          |
| 1994 | Paraná Clube                 | Londrina EC                       |  |          |
| 1993 | Paraná Clube                 | Londrina EC                       |  |          |
| 1992 | Londrina EC                  | União Bandeirante FC              |  |          |
| 1991 | Paraná Clube                 | Athletico Paranaense              |  |          |
| 1990 | Athletico Paranaense         | Coritiba FC                       |  |          |
| 1989 | Coritiba FC                  | União Bandeirante FC              |  |          |
| 1988 | Athletico Paranaense         | EC Pinheiros                      |  |          |
| 1987 | EC Pinheiros                 | Athletico Paranaense              |  |          |
| 1986 | Coritiba FC                  | EC Pinheiros                      |  |          |
| 1985 | Athletico Paranaense         | EC Pinheiros                      |  |          |
| 1984 | Pinheiros EC                 | Coritiba FC                       |  |          |
| 1983 | Athletico Paranaense         | Coritiba FC                       |  |          |
| 1982 | Athletico Paranaense         | Colorado EC                       |  |          |
| 1981 | Londrina EC                  | Grêmio Maringá                    |  |          |
| 1980 | Cascavel EC Colorado EC      | Londrina EC                       |  |          |
| 1979 | Coritiba FC                  | -                                 |  |          |
| 1978 | Coritiba FC                  | Athletico Paranaense              |  |          |
| 1977 | Grêmio Maringá               | Coritiba FC                       |  |          |
| 1976 | Coritiba FC                  | SE Matsubara                      |  |          |
| 1975 | Coritiba FC                  | Colorado EC                       |  |          |
| 1974 | Coritiba FC                  | Athletico Paranaense              |  |          |
| 1973 | Coritiba FC                  | Athletico Paranaense              |  |          |
| 1972 | Coritiba FC                  | Athletico Paranaense              |  |          |
| 1971 | Coritiba FC                  | -                                 |  |          |
| 1970 | Athletico Paranaense         | Coritiba FC                       |  |          |
| 1969 | Coritiba FC                  | CA Ferroviário                    |  |          |
| 1968 | Coritiba FC                  | Athletico Paranaense              |  |          |
| 1967 | EC Água Verde                | Grêmio Maringá                    |  |          |
| 1966 | CA Ferroviário               | União Bandeirante                 |  |          |
| 1965 | CA Ferroviário               | Grêmio Maringá                    |  |          |
| 1964 | Grêmio Maringá               | -                                 |  |          |
| 1963 | Grêmio Maringá               | -                                 |  |          |
| 1962 | Londrina EC FR               | -                                 |  |          |
| 1961 | EC Comercial (PR)            | Operário Ferroviário EC           |  |          |
| 1960 | Coritiba FC                  | Mandaguari EC                     |  |          |
| 1959 | Coritiba FC                  | Londrina EC                       |  |          |
| 1958 | Athletico Paranaense         | Operário Ferroviário EC           |  |          |
| 1957 | Coritiba FC                  | CA Ferroviário                    |  |          |
| 1956 | Coritiba FC                  | Guarani                           |  |          |
| 1955 | CA Monte Alegre              | CA Ferroviário                    |  |          |
| 1954 | Coritiba FC                  | AE Jacarezinho                    |  |          |
| 1953 | CA Ferroviário               | AA Cambaraense                    |  |          |
| 1952 | Coritiba FC                  | Palestra Itália FC                |  |          |
| 1951 | Coritiba FC                  | AE Jacarezinho                    |  |          |
| 1950 | CA Ferroviário               | Coritiba FC                       |  |          |
| 1949 | Athletico Paranaense         | CA Ferroviário                    |  |          |
| 1948 | CA Ferroviário               | Athletico Paranaense              |  |          |
| 1947 | Coritiba FC                  | CA Ferroviário                    |  |          |
| 1946 | Coritiba FC                  | CA Ferroviário                    |  |          |
| 1945 | Athletico Paranaense         | Coritiba FC                       |  |          |
| 1944 | CA Ferroviário               | Coritiba FC                       |  |          |
| 1943 | Athletico Paranaense         | Coritiba FC                       |  |          |
| 1942 | Coritiba FC                  | CA Ferroviário                    |  |          |
| 1941 | Coritiba FC                  | Athletico Paranaense              |  |          |
| 1940 | Athletico Paranaense         | Operário Ferroviário EC           |  |          |
| 1939 | Coritiba FC                  | -                                 |  |          |
| 1938 | CA Ferroviário               | Operário Ferroviário EC           |  |          |
| 1937 | CA Ferroviário               | Operário Ferroviário EC           |  |          |
| 1936 | Athletico Paranaense         | Operário Ferroviário EC           |  |          |
| 1935 | Coritiba FC                  | Olinda EC                         |  |          |
| 1934 | Athletico Paranaense         | Operário Ferroviário EC           |  |          |
| 1933 | Coritiba FC                  | Nova Rússia                       |  |          |
| 1932 | Palestra Itália FC           | Operário Ferroviário EC           |  |          |
| 1931 | Coritiba FC                  | Guarani EC                        |  |          |
| 1930 | Athletico Paranaense         | Operário Ferroviário EC           |  |          |
| 1929 | Athletico Paranaense         | Paranaguá Operário Ferroviário EC |  |          |
| 1928 | Britânia SC                  | Athletico Paranaense              |  |          |
| 1927 | Coritiba FC                  | Athletico Paranaense              |  |          |
| 1926 | Palestra Itália FC           | Operário Ferroviário EC           |  |          |
| 1925 | Athletico Paranaense         | Operário Ferroviário EC           |  |          |
| 1924 | Palestra Itália FC           | Operário Ferroviário EC           |  |          |
| 1923 | Britânia SC                  | Operário Ferroviário EC           |  |          |
| 1922 | Britânia SC                  | Savóia FC                         |  |          |
| 1921 | Britânia SC                  | Palestra Itália FC                |  |          |
| 1920 | Britânia SC                  | Coritiba FC                       |  |          |
| 1919 | Britânia SC                  | Coritiba FC                       |  |          |
| 1918 | Britânia SC                  | International Foot-Ball Club      |  |          |
| 1917 | América FC                   | International Foot-Ball Club      |  |          |
| 1916 | Coritiba FC                  | Britânia SC                       |  |          |
| 1915 | International Foot-Ball Club | Paraná SC                         |  |          |

| Jahr: Spieler (Verein) Tore |
| - 2025: Igor Teles (Coritiba), Moraes (Maringá), 8 - 2024: Robson (Londrina), 11 - 2023: Pablo (Athletico Paranaense), 9 - 2022: Léo Gamalho, Igor Paixão (Coritiba), 7 - 2021: Rodrigo Bassani (Maringa) 6 - 2020: Nikão, Guilherme Bissoli, Pedrinho (Athletico Paranaense), Lucas Tocantins (Cascavel) 7 - 2019: Rodrigão (Coritiba) 7 - 2018: Éderson (Atlético) 8 - 2017: Kléber (Coritiba) 11 - 2016: Kléber (Coritiba) 12 - 2015: Rafhael Lucas (Coritiba) 12 - 2014: Cristiano (Maringá) 10 - 2013: Alex (Coritiba) 15 - 2012: Baiano (Ferroviário) 13 - 2011: Bill, Davi (Coritiba), Giancarlo (Cianorte) 12 - 2010: Bruno Mineiro (Atlético) / Ariel (Coritiba) 11 - 2009: Rafael Moura (Atlético) 14 - 2008: Keirrison (Coritiba) 18 - 2007: Alex Mineiro (Atlético) 17 - 2006: Leandro (Iraty) 18 - 2005: Tiago (Iraty) 10 - 2004: Tainha (Roma) 11 - 2003: Marcel (Coritiba) 9 - 2002: Kléber (lético)) 5 - 2001: Kléber ((Atlético) 22 - 2000: Marquinhos (Coritiba) 13 - 1999: Cléber (Coritiba) 11 - 1998: Tuta (Atlético) 19 - 1997: Paulo Rink (Atlético) 21 - 1996: Magrão (Coritiba) 22 - 1995: Brandão (Coritiba) Alaor (Londrina) 21 - 1994: Pachequinho (Coritiba) 15 - 1993: Paraná -Renaldo (Atlético) 22 - 1992: Londrina -Saulo (Paraná) 13 - 1991: Alcântara (Campo Mourão) 30 - 1990: Chicão (Coritiba) Tico (Matsubara) 20 - 1989: Tico (Matsubara) 24 - 1988: Claudinho (Cascavel) 10 - 1987: Adalberto (Londrina) 14 - 1986: Cládio José (Londrina) 15 - 1985: Indio (Coritiba) 10 - 1984: Pinheiros -Indio (Coritiba) 16 - 1983: Amarildo (Toledo) 13 - 1982: Washington (Atlético) 23 - 1981: Carlos Henrique Paulinho (Londrina) 13 - 1980: Cascavel / Colorado (Éverton (Londrina) 20 - 1979: Luís Freire (Coritiba) 19 - 1978: Edu (Colorado) 18 - 1977: Itamar (Grêmio Maringá) 15 - 1976: Paquito (Grêmio Maringá) 25 - 1975: Vaquinha (Atlético) Neo (Colorado) 12 - 1974: Volnei (Colorado) 14 - 1973: Zé Roberto (Coritiba) 15 - 1972: Sicupira (Atlético) 29 - 1971: Tião Abatiá (União Bandeirente) 19 - 1970: Sicupira (Atlético) 20 - 1969: Paquito (União Bandeirente) 22 - 1968: Zé Roberto (Atlético) 24 - 1967: Água Servílio (Jandaia) 12 - 1966: Paquito (União Bandeirente) 13 - 1965: Walter (Atlético) 24 - 1964: Quarentinha (Atlético) Grilo (Água Verde) 16 - 1963: Duilo (Água Verde) 23 - 1962: Djalma (Água Verde) 27 - 1961: Marinho (Guarani-PG) 22 - 1960: Duilo (Coritiba) 31 - 1959: Zeca (Operário)-PG) 26 - 1958: Duilo (Coritiba) Celso (Rio Branco) 14 - 1957: Duilo (Coritiba) 26 - 1956: Agostinho (Guarani-PG) 22 - 1955: Monte Duilo (Coritiba) 25 - 1954: Taico (Cama) 22 - 1953: Jackson (Atlético) 21 - 1952: Afinho (Ferroviário) 20 - 1951: Amarelinho (Jacarezinho) César Frizzio (Água Verde) 15 - 1950: Isauldo (Ferroviário) 22 - 1949: Neno (Atlético) 18 - 1948: Babi (Coritiba) 12 - 1947: Isauldo (Ferroviário) 12 - 1946: César Frizzio (Coritiba) 19 - 1945: Mário Rossetto (Água Verde) 12 - 1944: Guará (Comercial) 12 - 1943: Neno (Coritiba) 19 - 1942: Neno (Coritiba) 24 - 1941: Neno (Coritiba) 19 - 1940: Turin (Savóia) 12 - 1939: Sardinha (Coritiba) Mário (Palestra Itália) 9 - 1938: Joãzinho (Coritiba) Gabardinho III (Ferroviário) 10 - 1937: Cecato (Atlético) 12 - 1936: Bento (Atlético) 10 - 1935: Pizatinho (Coritiba) 8 - 1934: Waldomiro (Ferroviário) 7 - 1933: Levorato (Coritiba) Aníbal (Ferroviário) 8 - 1932: Palestra Pizatinho (Coritiba) 9 - 1931: Gabardinho (Palestra Itália) 28 - 1930: Gabardinho (Palestra Itália) 10 - 1929: Staco (Coritiba) 17 - 1928: Flávio Marinoni (Britânia) 6 - 1927: Ernesto et Emilio (Coritiba) Canhoto (Palestra Itália) Marreco (Atlético) 8 - 1926: Palestra Staco (Coritiba) 14 - 1925: Urbino (Atlético) 15 - 1924: Canhoto (Palestra Itália) 13 - 1923: Faeco (Britânia) 12 - 1922: Maximino (Britânia) 14 - 1921: Joaquim Martin (Britânia) 17 - 1920: Zito (Britânia) 19 - 1919: Romualdo (Britânia) 5 - 1918: Joaquim Martin (Britânia) 17 - 1917: Joaquim Martin (Britânia) 14 - 1916: Maxamtomba (Coritiba) 16 - 1915: Ivo Leão (Internacional) 14 |